# Ghána címere

Ghána címere

Ghána címere az állam egyik fontos szimbóluma, minden hivatalos állami levélen és fontos állami hivatalok épületein megtalálahó. Megalkotója a brit és az európai hagyományokat követte.

## Története
A címert Amon Kotey tervezte és II. Erzsébet brit királynő mutatta be 1957 március 4-én, két nappal az ország függetlenségének kikiáltása előtt.

## Leírása
A címer központi eleme egy kék pajzs, ami a nemzet erejét jelképezi. Ezt egy arany szegélyű zöld Szent András kereszt osztja négy részre. Az első negyedben egy arany színű ceremoniális kard látható, ami a helyi hatalmat jelképezi. A másodikban egy tengerparti várat ábrázoltak, ami a nemzeti kormányt jelképezi, mivel az elnöki rezidencia az Osu várban található Accrában. A harmadik negyedben egy kakaófa Ghana mezőgazdaságára utal. A negyedik negyedben egy aranybánya látható, ami a ásványi kincsek gazdagságára utal. A zöld kereszt közepén a brit arany oroszlán az Egyesült Királysággal és a Brit Nemzetközösséggel való szoros kapcsolatot szimbolizálja. A pajzs felett elhelyezett arany szegélyű fekete csillag Afrika szabadságát fejezi ki. Alul arany szalagon pedig az ország mottója olvasható: „Freedom and Justice” (Szabadság és igazság). A pajzsot oldalról két szétterjesztett szárnyú arany sas tartja, nyakukban nemzeti színű szalagon fekete csillaggal. A pajzs tetején nemzeti színű gyöngyökön egy arany szegélyű ötágú fekete csillag nyugszik Afrika szabadságát fejezve ki.